# Laila Shawa
Laila Shawa (n. 4 aprilie 1940, Gaza, Palestina sub mandat britanic – d. 24 octombrie 2022, Londra, Anglia, Regatul Unit) a fost o artistă vizuală palestiniană, a cărei operă a fost descrisă ca o reflecție personală asupra politicii țării sale, subliniind în special nedreptățile și persecuțiile percepute. Ea s-a numărat printre cei mai proeminenți și prolifici artiști ai scenei revoluționare de artă contemporană din lumea arabă.
Fiind fiica lui activistului și primarului orașului Gaza Rashad al-Shawa⁠(d) și petrecându-și anii de formare în Fâșia Gaza, mentalitatea revoluționară a lui Shawa s-a dezvoltat la o vârstă fragedă. Adesea, picturile, sculpturile și instalațiile sale erau executate prin serigrafie în baza unor fotografii. Lucrările ei au fost expuse la nivel internațional și sunt în continuare expuse în multe colecții atât publice (precum British Museum) cât și private.

## Tinerețe
Laila Shawa s-a născut în Gaza la 4 aprilie 1940, cu opt ani înainte de Nakba și de întemeierea statului Israel. Shawa a beneficiat de o educație aleasă, fiind studentă la Institutul de Artă Leonardo da Vinci⁠(d) din Cairo în 1957-1958 și la Academia de Arte Frumoase⁠(d) din Roma în 1958-1964, în același timp petrecându-și verile la Școala de arte frumoase din Salzburg, Austria, cunoscută ca Școala de Vedere.
În 1965, după ce și-a terminat studiile, Shawa s-a întors în Gaza și a predat cursuri de arte și meserii în mai multe tabere de refugiați. Apoi a continuat să predea artă timp de un an în cadrul programului educațional al UNESCO. S-a mutat la Beirut, Liban, în 1967, unde a locuit timp de nouă ani lucrând ca pictor cu normă întreagă. După izbucnirea Războiului Civil Libanez, s-a întors în Gaza și, fiind ajutată de tată și de soț, a fondat Centrul Cultural „Rashad Shawa”⁠(d).

## Carieră artistică
Într-un interviu acordat Muzeului de Artă al Universității Princeton⁠(d), fiind întrebată ce anume o inspiră, Shawa a răspuns: „Inspirația mea sunt experiențele mele directe. De obicei este ceea ce văd, ceea ce este în jurul meu, deci ceea ce-mi este contemporan. Prefer să arăt prezentul, acum, cu chestiunile relevante la momentul dat... opera mea de artă este un proces foarte creativ, un amestec de procese intelectuale și observații și o gândesc foarte bine.” Atârnarea atentă și creativă a lui Shawa este recunoscută în toate disciplinele artistice pe care le abordează. Arhitectura islamică a influențat opera târzie a lui Shawa, fiind încorporate elemente culturale și ideologice semnificative.
Prima expoziție a lui Shawa în afara Orientului Mijlociu, „Femeile și magia” (engleză Women and Magic), a fost organizată la Londra în 1992. Shawa nu a primit apreciere internațională decât din 1994, când a colaborat cu Mona Hatoum⁠(d) și Balqees Fakhro într-o expoziție intitulată „Forțele schimbării: Artiștii lumii arabe” (engleză Forces of Change: Artists of the Arab World) la Muzeul Național al Femeilor în Artă⁠(d) (National Museum of Women in the Arts) din Washington, D.C..
Cea mai cunoscută lucrare a ei din secolul al XXI-lea este Walls of Gaza III, Fashionista Terorrista, o serigrafie din 2010 bazată pe fotografii făcute de Shawa. Lucrarea prezintă articole de îmbrăcăminte, o eșarfă și un pulover, care simbolizează rezistența palestiniană, decorate cu o broșă „New York” din cristale Swarovski pentru a simboliza modul în care oamenii din occident folosesc problemele lumii arabe ca o declarație de modă.

### Mâinile lui Fatima
Pictura Mâinile lui Fatima a fost creată de Shawa în 1992. Înălțimea picturii este de 89 cm, iar lățimea 70 cm. Este o pictură pe pânză cu ulei și vopsea acrilică. Fundalul picturii întunecat și însoțit de o semilună galbenă contrastează cu culorile strălucitoare și vibrante ale femeilor în niqab⁠(d), fiecare din ele purtând un model deosebit. Ochii lor sunt negri, iar mâinile pictate cu henna gesticulează deochiul. Pictura este atribuită stilului de artă modernă din Orientul Mijlociu și Africa de Nord.
Pictura face parte din seria „Femeile și magia” a lui Shawa, care se bazează pe magia și vrăjitoria din Orientul Mijlociu. Deochiul reprezentat în lucrare este, potrivit lui Nadir Yurtoğlu în History Studies International Journal of History, o credință sau superstiție documentată în mai multe culturi care presupune că, prin ranchiună, oamenii pot provoca rău unii altora. Shawa folosește această credință în Mâinile lui Fatima ca ultima armă a femeilor din pictură împotriva răului care le paște, întrucât doar o asemenea putere superioară le poate apăra. Autorii cărții Originile artei palestiniene, Bashir Makhoul și Gordon Hon, consideră că în cazul dat răul este suferința tangibilă politică a femeilor palestiniene locuitoare ale unui stat ocupat. De asemenea, chipurile femeilor din tablou sunt acoperite de voal – într-un interviu acordat în cadrul campaniei artistice „Muslima”, Shawa a explicat că voalul islamic este ceea ce ea numește „Bidaa”, ceva introdus în tradiția islamică, dar străin de învățăturile islamice, fiind mai degrabă un spectacol sociopolitic creat artificial pentru a supune femeile.